# Пампи
Пампите (Pampus) са род актиноптери от семейство Маслени риби (Stromateidae).
Таксонът е описан за пръв път от Шарл Люсиен Бонапарт през 1834 година.

## Видове
- Pampus argenteus – Сребрист помфрет
- Pampus chinensis
- Pampus cinereus
- Pampus echinogaster
- Pampus liuorum
- Pampus minor
- Pampus punctatissimus